# Ньютон, Лорен
Лорен Эмбер Ньютон (англ. Lauren Amber Newton; род. 16 ноября 1952, Кус-Бей, Орегон) — американская джаз-певица и музыкальный импровизатор, композитор и педагог.

## Жизнь и творчество

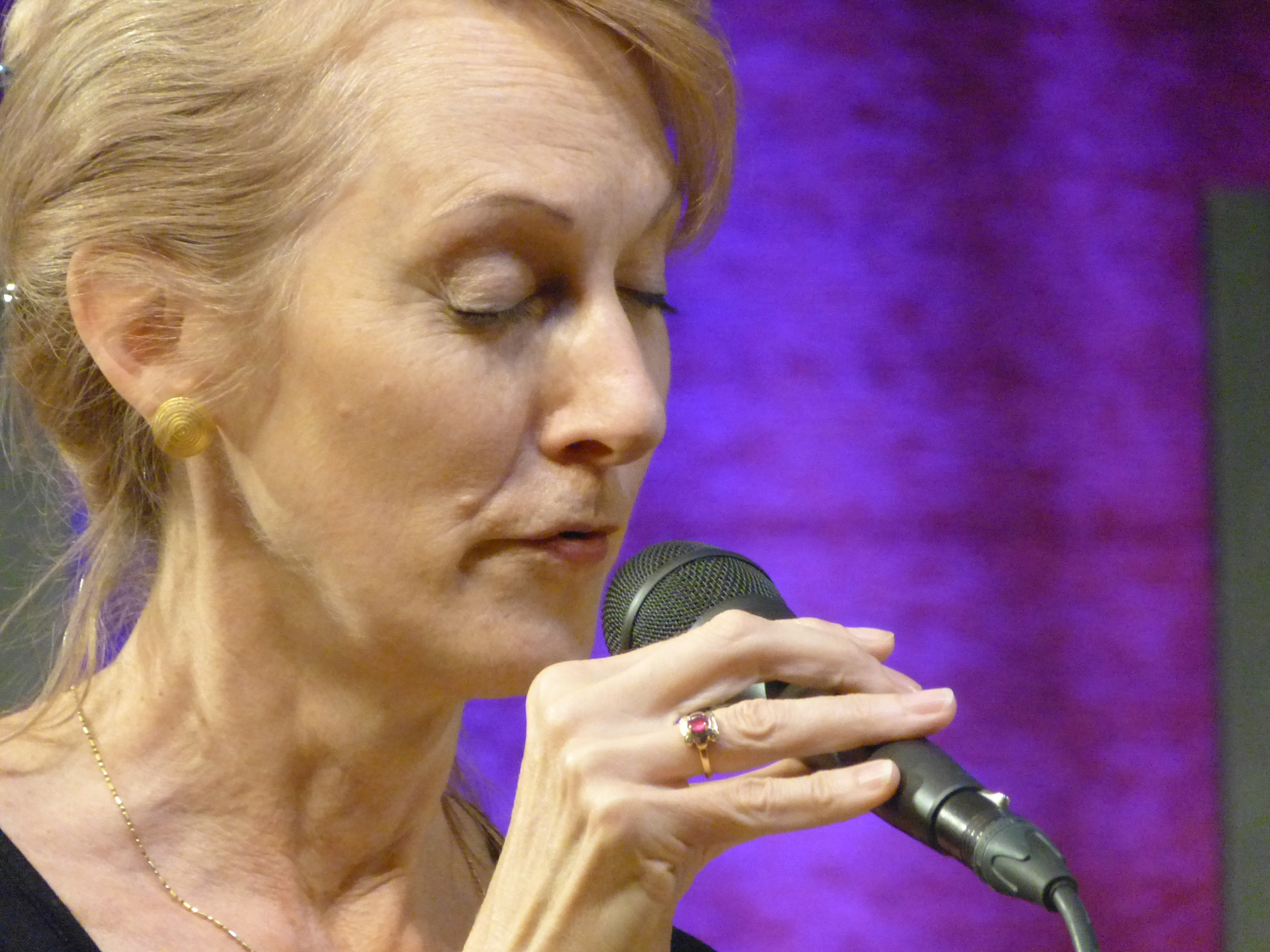
Лорен Ньютон (Кёльн, 2015).

Лорен Ньютон в 1975 году закончила Орегонский университет. Затем до 1977 года училась в Высшей школе музыки и изобразительных искусств в Штутгарте, где изучала пение и музыкальную композицию в классах Франца Цубала и Эрхарда Каркошки. Во время обучения в Германии участвовала в выступлениях группы Frédéric Rabold Crew во время их турне, а также на Германском джаз-фестивале во Франкфурте-на-Майне, участвует в записях в музыкальных студиях. В 1979 году она становится солисткой венского джаз-оркестра Vienna Art Orchestra и в его составе до 1989 года совершила гастрольные поездки по четырём континентам, записала также 17 пластинок с такими песнями, как «Tango from Obango» и «From No Time to Ragtime». Работала совместно с такими джаз-музыкантами, как Жанна Ли, Бобби Макферрин, Урсула Дудзяк и Джей Клейтон, образовав с ними группу Vocal Summit. Работала также актрисой и композитором в городском театре Фрайбурга в Германии (в спектакле «Из жизни насекомых») и в венском Бургтеатре (спектакль «Птицы»). Как певица и актриса снималась в кино в фильме Кристиана Фроша «Сисси в замке Гёдёрлё» («Sisi auf Schloß Gödöllö», 1994).
В своих выступлениях певица исполняет различные композиции ХХ столетия. В период между 1983 и 1999 годами Ньюмен выступает с концертами и выпускает альбомы совместно с Эрнстом Яндлем с музыкальными переложениями его стихотворений. Первые ею записанные диски (Timbre) 1982 года вместе с вибрафонистом Давидом Фридманом, Томасом Штабеновым и Манфредом Книелем получили приз германской организации музыкальной критики звукозаписи (Preis der deutschen Schallplattenkritik) за 1983 год. В 1993 году она участвует как солистка в постановке Хеннинга Шмидта «Песен об умерших детях» (Kindertotenlieder) Густава Малера. В 2006 году Ньюмен выпускает свой первый соло-CD Soundsongs. Позднее работала также с Масахико Сатё, Филом Минтоном, басистом Джоли Леандром, Тетсу Сайтё, пианисткой Аки Такасэ. С Леандром Лорен Ньютон выпускает сборники музыкальных композиций на CD: 18 Colours (1997), Out of Sound (2002), Face It (2005) и Conversations (2012), выступает на джазовых фестивалях. В 2020 году к их дуо присоединяется Мира Мелферд.
Профессор Университета музыки и изобразительных искусств Граца (Австрия), преподавала в берлинском Университете искусств, с 2002 года профессор по классу джазового пения и музыкальной импровизации Высшей музыкальной школы в Люцерне (Швейцария).

## Сочинения
- Приключения голоса. Свободная импровизация в звуке, космосе, духе и песне. (Vocal Adventures. Free Improvisation in Sound, Space, Spirit and Song.) Wolke-Verlag, Hofheim 2022. ISBN 978-3-95593-116-2.

## Дискография
Как лидер:
- Timbre (hat ART, 1983)
- Voiceprint (Extraplatte, 1988)
- Art Is… (Leo, 1994)
- 18 Colors (Leo, 1997)
- Composition 192 (Leo, 1996)
- Filigree (Hatology, 1998)
- Altered Egos (Omba, 1998)
- Out of Sound (Leo, 2002)
- The Lightness of Hearing (Leo, 2002)
- Face It (Leo, 2005)
- Artesian Spirits (Leo, 2005)
- SoundSongs (Leo, 2006)
- Tenderness of Stones (Leo, 2007)
- 2 Souls in Seoul (Leo, 2008)
- Stormy Whispers (Bandcamp, 2020)

Как член Венского художественного оркестра:
- Tango from Obango (Extraplatte, 1979)
- Concerto Piccolo (hat ART, 1980)
- Suite for the Green Eighties (hat ART, 1982)
- From No Time to Rag Time (hat ART, 1982)
- The Minimalism of Erik Satie (hat ART, 1984)
- Jazzbühne Berlin 85 (Amiga, 1986)
- Nightride of a Lonely Saxophone Player (Moers, 1986)
- Inside Out (Moers, 1987)
- A Notion in Perpetual Motion (hat ART, 1985)
- Blues for Brahms (Amadeo, 1989)
- Innocence of Clichés (Amadeo, 1990)
- Highlights: Live in Vienna (1993)
- Two Little Animals (1994)